# Charivaris du Bas-Canada de 1837
Pour les articles homonymes, voir Charivari.
Les Charivaris du Bas-Canada de 1837 étaient des manifestations de désapprobation envers les antipatriotes durant la période des troubles de 1837 au Bas-Canada.
Un charivari est défini comme étant des bruits discordants, accompagnés de cris et de huées. Ce genre de bruits était utilisé originellement en Europe, plus précisément en Écosse, afin de chasser les démons qui avaient sévi dans un village pendant l'année.

## Résumé de la tension au Bas-Canada en 1837
Au Bas-Canada, en 1837, la tension est à son plus haut entre le Parti patriote, anciennement le Parti canadien et les autorités britanniques. Des assemblés et des manifestations ont lieu chez les patriotes pour dénoncer l'attitude du gouvernement anglais, ce qui entraîne l'imposition de mesures encore plus autoritaires par le parlement de Londres. Par exemple, les 10 résolutions de Russell font augmenter le niveau de mécontentement chez les citoyens canadiens-français et ceux-ci se sentent discriminés par le gouvernement britannique et croient qu'il y a une énorme injustice au sein de la société.

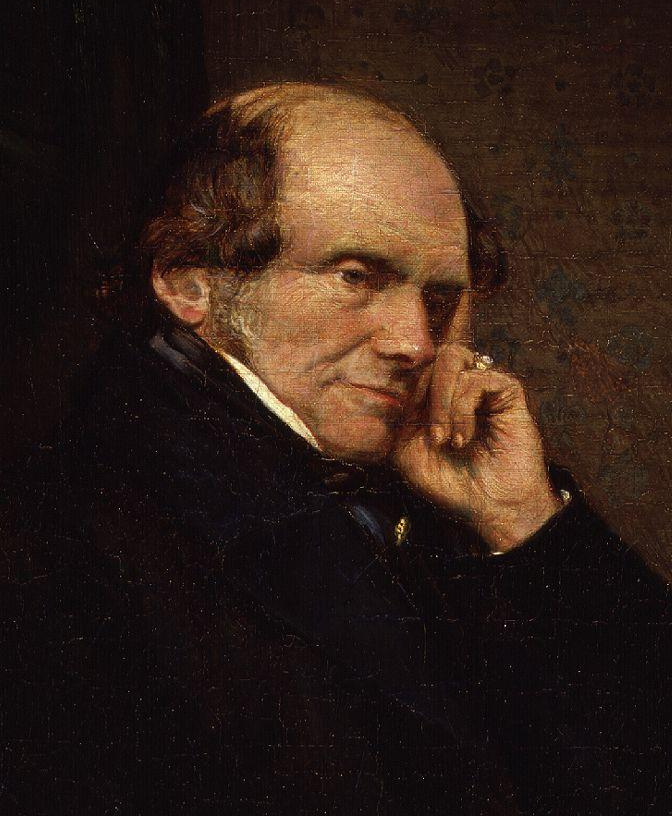
Lord John Russell, premier ministre au moment de la rédaction des 10 résolutions du Bas-Canada par le parlement britannique

Certains partisans patriotes sont en désaccord avec l'idée de se révolter et se rallient plutôt aux autorités britanniques. Ces personnes se font vite remarquer par les partisans du Parti patriote et sont considérées comme traitres. Les personnes restées loyales envers les Britanniques, par exemple celles occupant des postes d'une certaine importance comme les chefs de milice, subissent de la pression sous forme de charivaris de la part des citoyens patriotiques afin qu'ils démissionnent. Dans certains cas, les pressions vont jusqu'à prendre la forme de saccage.

## Les Charivaris avant 1837
Avant que les patriotes utilisent les charivaris à des fins politiques, les charivaris étaient destinés aux couples de nouveaux fiancés que l'on jugeait mal assortis. Selon la tradition française, on faisait du bruit tonitruant devant la maison des nouveaux mariés afin de faire savoir sa désapprobation.
Lors des Rébellions de 1837 du Bas-Canada, le fait d'être un antipatriote était un motif suffisant pour subir un charivari. Les charivaris patriotiques étaient souvent d'une grande intensité. Il y eut des saccages de propriétés, des menaces d'incendies et des coups de feu. Les patriotes utilisaient les charivaris afin de faire valoir leur point de vue et mettre de la pression sur certaines personnes pour obtenir leur démission.

## Quelques charivaris populaires
Trois charivaris de l'année 1837 sont célèbres :
- le 26 octobre, chez le docteur Timoléon afin qu'il remette sa commission comme juge de paix ;
- le 27 octobre, c'est le lieutenant de milice, Dudley Flowers qui reçut la visite des charivaristes patriotes ;
- le capitaine de milice, Louis Bessette, reçut aussi leur visite[8].

Ces cas de charivaris sont les plus connus, mais il y eut plusieurs autres manifestations de ce genre au Bas-Canada.

## Déroulement rural des charivaris
Les charivaris avaient lieu essentiellement dans les milieux ruraux parce que, dans un grand centre, ils auraient dérangé tous les voisins de la personne visée. En campagne, il était plus facile de viser une seule habitation. De plus, en ville, les autorités britanniques étaient beaucoup trop présentes pour que les patriotes se risquent à faire des charivaris.
C'est particulièrement dans le Haut-Richelieu qu'étaient utilisés les charivaris politiques.